# Mécleuves
Mécleuves là một xã trong vùng Grand Est, thuộc tỉnh Moselle, quận Metz-Campagne, tổng Verny. Tọa độ địa lý của xã là 49° 02' vĩ độ bắc, 06° 16' kinh độ đông. Mécleuves nằm trên độ cao trung bình là 240 mét trên mực nước biển, có điểm thấp nhất là 192 mét và điểm cao nhất là 292 mét. Xã có diện tích 12,88 km², dân số vào thời điểm 1999 là 1011 người; mật độ dân số là 78 người/km². Xã nằm về phía đông nam của Metz.

## Thông tin nhân khẩu
| 1962 | 1968 | 1975 | 1982  | 1990  | 1999  |
| ---- | ---- | ---- | ----- | ----- | ----- |
| 244  | 280  | 553  | 1 029 | 1 073 | 1 011 |